# AMD-Radeon-RX-9000-Serie
Die Radeon RX 9000 Serie ist eine Serie von Grafikkarten der Firma AMD und Nachfolgegeneration der Radeon-RX-7000-Serie. Die Serie wurde am 6. Januar 2025 offiziell vorgestellt und verwendet erstmals die RDNA4-Architektur. Die Produktlinie enthält kein Hochleistungsmodell, dass die Nachfolge des AMD Radeon RX 7900 XTX antritt. Die 8000er-Reihe wird namentlich übersprungen und ist für das Mobile-Segment reserviert.

## Beschreibung
Die Veröffentlichung der neuen Hardware wurde mit einem großen Update der AMD Software Adrenalin Edition begleitet. Neu sind die Treiber-eigene Frame-Generation AFMF 2.1 und die Hochskalierungs-Technik FSR 4, die erstmals auf Maschinelles Lernen setzt. FSR 4 wird exklusiv von RDNA4-GPUs unterstützt.

### Radeon RX 9070 (XT)

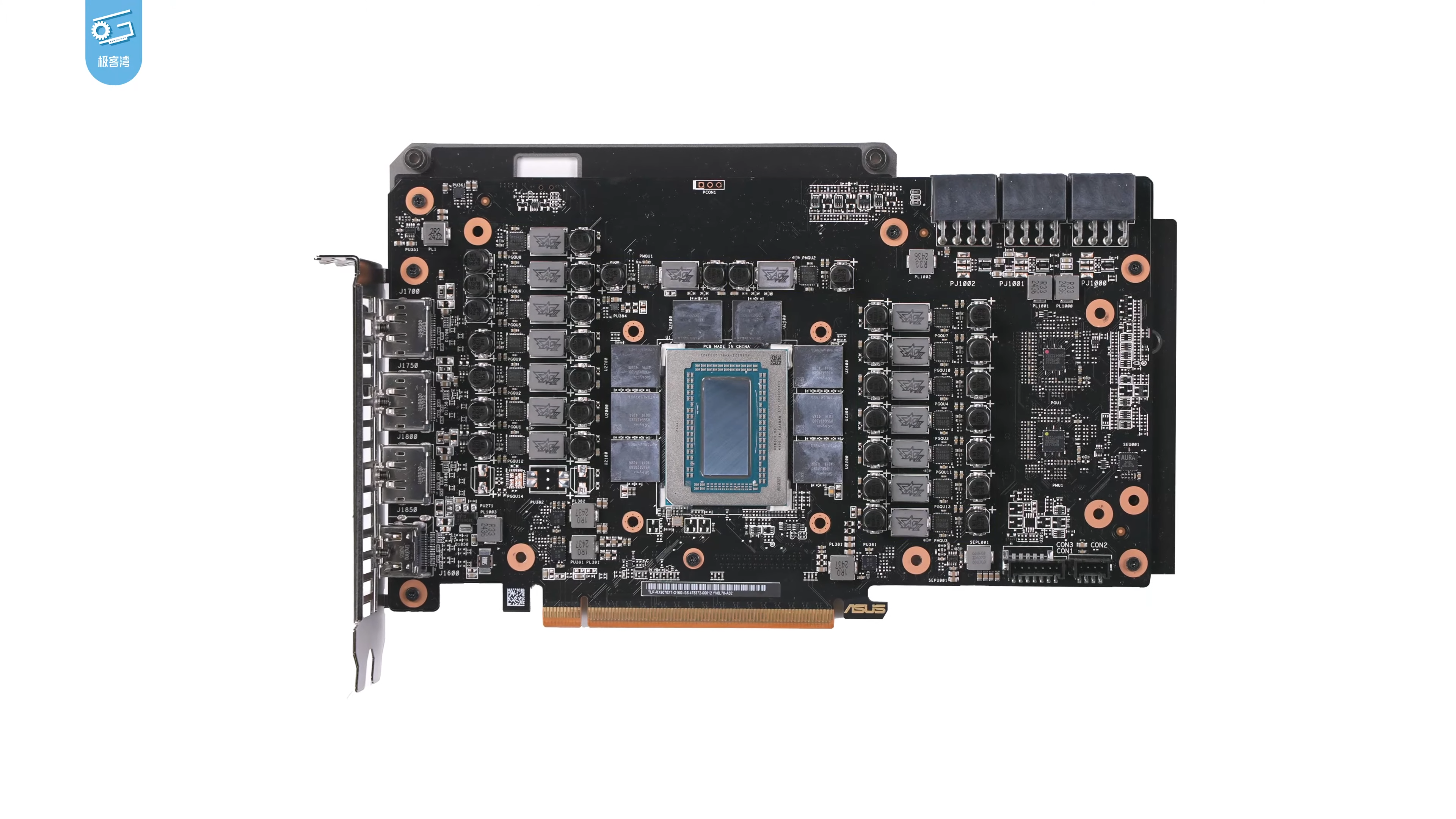
Die Leiterbahnplatten der RX 9070 XT.

Die Radeon RX 9070 (Codename „Cheese“) und Radeon RX 9070 XT (Codename „Wine“) erschienen im März 2025. Es waren die ersten Grafikkarten mit RDNA4-Architektur. Optimierungen betrafen neben schnellerer Rasterung vor allem Raytracing und KI. Die 9070-Serie stellt dabei die Oberklasse dar und ist auch gleichzeitig die leistungsfähigste Bauserie innerhalb der Architektur. Beide basieren auf dem Navi-48-Chip, welcher bei TSMC im N4P-Verfahren in einem 5-Nanometer-Prozess gefertigt wird.

### Radeon RX 9070 GRE
Die RX 9070 GRE (Great Radeon Edition) ist ein Modell für den chinesischen Markt. Sie verwendet den Navi 48 dessen FP32-Shader-Einheiten auf 3.072 reduziert worden sind. Auch das Speichersubsystem wird beschnitten. Caches, Datenbahnen und Speichermenge sind um 25 Prozent verkleinert und die Taktfrequenz wurde heruntergesetzt. Diese Spezifikation erlaubt es AMD, auch GPUs zu verwenden, welche kleine Defekte aufweisen, sodass ein niedrigerer Preis realisiert werden kann. Der VRAM ist auf 12 GB begrenzt. Es tritt die Nachfolge zum Radeon RX 7900 GRE an.

### Radeon RX 9060 (XT)
Die  Radeon RX 9060 XT setzt auf den reduzierten Navi-44-Chip, der die gleiche Funktionalität aber weniger Ausführungseinheiten besitzt. Zum Ausgleich wurde er leicht höher getaktet. Die nochmals abgespeckte Variante RX 9060 wurde ausschließlich an Erstausrüster ausgeliefert und nicht direkt an Endkunden.

## Datenübersicht

### Grafikprozessoren
| Grafik- chip | Fertigung | Fertigung      | Fertigung   | Einheiten | Einheiten      | Einheiten      | Einheiten         | Einheiten             | Einheiten         | Infinity- Cache | API-Support | API-Support | API-Support | API-Support | Video- pro- zessor | Bus- Schnitt- stelle |
| Grafik- chip | Prozess   | Transis- toren | Die- Fläche | ROPs      | Unified-Shader | Unified-Shader | Textur- einheiten | Raytracing- einheiten | Tensor- einheiten | Infinity- Cache | DirectX     | OpenGL      | OpenCL      | Vulkan      | Video- pro- zessor | Bus- Schnitt- stelle |
| Grafik- chip | Prozess   | Transis- toren | Die- Fläche | ROPs      | CUs            | ALUs           | Textur- einheiten | Raytracing- einheiten | Tensor- einheiten | Infinity- Cache | DirectX     | OpenGL      | OpenCL      | Vulkan      | Video- pro- zessor | Bus- Schnitt- stelle |
| ------------ | --------- | -------------- | ----------- | --------- | -------------- | -------------- | ----------------- | --------------------- | ----------------- | --------------- | ----------- | ----------- | ----------- | ----------- | ------------------ | -------------------- |
| Navi 44      | TSMC N4P  | 29,7 Mrd.      | 199 mm²     | 064       | 32             | 2.048          | 128               | 32                    | 064               | 32 MiB          | 12.2        | 4.6         | 2.2         | 1.3         | VCN 4.0.0          | PCIe 5.0 ×16         |
| Navi 48      | TSMC N4P  | 53,9 Mrd.      | 357 mm²     | 128       | 64             | 4.096          | 256               | 64                    | 128               | 64 MiB          | 12.2        | 4.6         | 2.2         | 1.3         | VCN 4.0.0          | PCIe 5.0 ×16         |

### Desktop-Modelldaten
| Marke \| Modell | Marke \| Modell | Offizieller Launch | Grafikprozessor (GPU) | Grafikprozessor (GPU) | Grafikprozessor (GPU) | Grafikprozessor (GPU) | Grafikprozessor (GPU) | Grafikprozessor (GPU) | Grafikprozessor (GPU) | Grafikprozessor (GPU) | Grafikprozessor (GPU) | Grafikspeicher  | Grafikspeicher | Grafikspeicher      | Grafikspeicher              | Leistungsdaten          | Leistungsdaten          | Leistungsdaten | Leistungsdaten | Leistungsaufnahme | Leistungsaufnahme | Leistungsaufnahme |
| Marke \| Modell | Marke \| Modell | Offizieller Launch | Typ                   | Aktive Einheiten      | Aktive Einheiten      | Aktive Einheiten      | Aktive Einheiten      | Aktive Einheiten      | Aktive Einheiten      | Chiptakt              | Chiptakt              | Speicher- größe | Speicher- takt | Speicher- interface | Speicher- bandbreite (GB/s) | Rechenleistung (TFlops) | Rechenleistung (TFlops) | Füllrate       | Füllrate       | TBP               | Messwerte         | Messwerte         |
| Marke \| Modell | Marke \| Modell | Offizieller Launch | Typ                   | ROPs                  | CUs                   | ALUs                  | Textur- einheiten     | Raytracing- einheiten | Tensor- einheiten     | Basis (MHz)           | Boost (MHz)           | Speicher- größe | Speicher- takt | Speicher- interface | Speicher- bandbreite (GB/s) | 32 bit                  | 64 bit                  | Pixel (GP/s)   | Texel (GT/s)   | TBP               | Idle              | 3D- Last          |
| --------------- | --------------- | ------------------ | --------------------- | --------------------- | --------------------- | --------------------- | --------------------- | --------------------- | --------------------- | --------------------- | --------------------- | --------------- | -------------- | ------------------- | --------------------------- | ----------------------- | ----------------------- | -------------- | -------------- | ----------------- | ----------------- | ----------------- |
| Radeon RX       | 9060 XT         | 21. Mai 2025       | Navi 44               | 064                   | 32                    | 2.048                 | 128                   | 32                    | 064                   | 2220                  | 3130                  | 08 GiB GDDR6    | 2518 MHz       | 128 Bit             | 322                         | 25,64                   | 0,80                    | 200,3          | 400,6          | 150 W             | 09 W              | 155 W             |
| Radeon RX       | 9060 XT         | 21. Mai 2025       | Navi 44               | 064                   | 32                    | 2.048                 | 128                   | 32                    | 064                   | 2220                  | 3130                  | 16 GiB GDDR6    | 2518 MHz       | 128 Bit             | 322                         | 25,64                   | 0,80                    | 200,3          | 400,6          | 160 W             | 09 W              | 162 W             |
| Radeon RX       | 9070 GRE        | 28. Apr. 2025      | Navi 48               | 096                   | 48                    | 3.072                 | 192                   | 48                    | 096                   | 1330                  | 2790                  | 12 GiB GDDR6    | 2250 MHz       | 192 Bit             | 432                         | 34,28                   | 1,07                    | 267,8          | 535,7          | 220 W             | 10 W              | 220 W             |
| Radeon RX       | 9070            | 6. Jan. 2025       | Navi 48               | 128                   | 56                    | 3.584                 | 224                   | 56                    | 112                   | 1330                  | 2520                  | 16 GiB GDDR6    | 2518 MHz       | 256 Bit             | 645                         | 36,13                   | 1,13                    | 322,6          | 564,5          | 220 W             | 10 W              | 220 W             |
| Radeon RX       | 9070 XT         | 6. Jan. 2025       | Navi 48               | 128                   | 64                    | 4.096                 | 256                   | 64                    | 128                   | 1660                  | 2970                  | 16 GiB GDDR6    | 2518 MHz       | 256 Bit             | 645                         | 48,66                   | 1,52                    | 380,2          | 760,3          | 304 W             | 11 W              | 302 W             |